# Open Gaz de France 2001
L'Open Gaz de France 2001 è stato un torneo di tennis giocato sul cemento indoor.
È stata la 9ª edizione dell'Open Gaz de France, che fa parte della categoria Tier II nell'ambito del WTA Tour 2001.
Si è giocato dal 6 all'11 febbraio 2001.

## Campionesse

### Singolare
Amélie Mauresmo ha battuto in finale  Anke Huber con il punteggio di 7–6(2), 6–1.

### Doppio
Virginie Razzano /  Iva Majoli hanno battuto in finale  Kimberly Po /  Nathalie Tauziat con il punteggio di 6–3, 7–5.